# Chemenu
Chemenu (v egyptštině „Osmero“, „Město Osmi (bohů)“ vztahující se ke zdejšímu teologickému konceptu Osmera), do češtiny dříve přepisováno jako Chmunev, bylo významné starověké hornoegyptské město, středisko 15. nomu, ležící ve středním Egyptě na západním břehu Nilu naproti Achetatonu. Velkého významu dosáhlo obzvláště v pozdní římské době. Oblasti někdejšího města odpovídá nynější archeologická lokalita u současného města Ešmúnén asi 290 km jižně od Káhiry, jeho součástí bylo také pohřebiště v dnešní Tuna el-Gabal a pohřebiště v el-Berša na protějším východním břehu Nilu.
Řecký název města Ἑρμούπολις μεγάλη, Hermopolis Megalé (tj. „Velké město (boha) Herma“, latinsky Hermopolis Magna) je odvozen od zdejšího nejvýznamnějšího náboženského kultu boha Thovta, kterého Řekové ztotožňovali s Hermem. Přívlastek byl používán pro odlišení od jiného města, nazývaného v řecko-římské době Ἑρμούπολις μικρά, Hermopolis Mikra (latinsky Hermopolis Parva) v 15. dolnoegyptském nomu.